# حي 22 مايو (غيل باوزير)
حي 22 مايو هو أحد أحياء مدينة غيل باوزير في محافظة حضرموت اليمنية. يبلغ تعداد سكانه 3632 نسمة حسب التعداد السكاني في اليمن لعام 2004.